# الجامعة الملكية المغربية للشطرنج
الجامعة الملكية المغربية للشطرنج هو الاتحاد الشامل للمنتخب المغربي للشطرنج والبطولة المغربية للشطرنج.